# Botryobasidium bondarcevii
Botryobasidium bondarcevii är en svampart som först beskrevs av Erast Parmasto, och fick sitt nu gällande namn av G. Langer 1994. Botryobasidium bondarcevii ingår i släktet Botryobasidium och familjen Botryobasidiaceae.   Inga underarter finns listade i Catalogue of Life.